# Powiatowa Komenda Uzupełnień Warszawa
Powiatowa Komenda Uzupełnień Warszawa (PKU Warszawa I) – organ wojskowy właściwy w sprawach uzupełnień Sił Zbrojnych II Rzeczypospolitej i administracji rezerw w powierzonym mu okręgu.

## Historia komendy
W 1917 roku na terenie Warszawy funkcjonował Główny Urząd Zaciągu. 27 listopada 1918 roku kierownik Ministerstwa Spraw Wojskowych płk Jan Wroczyński wydał rozporządzenie nr 144 o organizacji władz zaciągowych. Na podstawie tego aktu została powołana I Powiatowa Komenda Uzupełnień w Warszawie dla Okręgu Wojskowego I, obejmująca swoją właściwością miasto stołeczne Warszawę i powiat warszawski. Z chwilą wejścia w życie rozkazu i sformowania nowego PKU, Główny Urząd Zaciągu do Wojska Polskiego zobowiązany był przekazać całość dokumentacji tej PKU na obszarze której znajdował się. Nadzór nad działalnością PKU sprawowała Okręgowa Komenda Uzupełnień w Warszawie.
10 stycznia 1919 roku kierownik MSWojsk. przyłączył do PKU Warszawa I powiaty: grójecki, błoński i sochaczewski, które dotychczas były podporządkowane PKU Łowicz X.
12 lutego 1919 roku „z powodu trudności komunikacyjnych” kierownik MSWojsk. wyłączył z PKU Siedlce II powiat radzymiński i przyłączył do PKU Warszawa I.
31 lipca 1919 roku Okręgowa Komenda Uzupełnień w Warszawie została zlikwidowana jako odrębny organ i wcielona z całym personelem do Dowództwa Okręgu Generalnego „Warszawa”, jako Wydział V Sztabu.
We wrześniu 1919 roku, w związku z wprowadzeniem „terytorialnego kompletowania pułków” PKU Warszawa została zlikwidowana, a w jej miejsce utworze trzy odrębne powiatowe komendy uzupełnień dla 1 i 5 Pułków Piechoty Legionów oraz 21 Pułku Piechoty „Dzieci Warszawy”. W styczniu 1920 roku płk piech. Henryk Koiszewski zastąpił płk. Ludwika Malinowskiego na stanowisku komendanta PKU 1 pp Leg.

## Obsada personalna
Obsada personalna PKU w styczniu 1919 roku
- komendant – płk Ludwik Malinowski (komendant PKU 1 pp Leg. do I 1920[10])
- zastępca komendanta – kpt. Stanisław Tyro (do 30 VII 1919 → referent Sekcji Regulaminów i Wyszkolenia Departamentu I MSWojsk.[11])
- naczelnik kancelarii – ppor. Józef Fela (do 11 IX 1919 → zastępca komendanta PKU 21 pp[12])
- oficer gospodarczy – kpt. Kazimierz Muszyński
- oficer ewidencyjny na miasto Warszawa – por. Jan Dziewulski (do 30 VII 1919 → referent gospodarczy Departamentu I MSWojsk.[11])
- oficer ewidencyjny na miasto Warszawa – ppor. Karol Mażewski
- oficer ewidencyjny na miasto Warszawa – ppor. Bolesław Dąbrowski (do 11 IX 1919 → referent ewidencyjny PKU 21 pp[12])
- oficer ewidencyjny na miasto Warszawa – pchor. / ppor. Jerzy Dekański (do 11 IX 1919 → naczelnik kancelarii PKU 1 pp Leg.[12])
- oficer ewidencyjny na miasto Warszawa – ppor. Tadeusz Kiciński
- oficer ewidencyjny na miasto Warszawa – ppor. Stanisław Fleszar (do 11 IX 1919 → naczelnik kancelarii PKU 5 pp Leg.[12])
- oficer ewidencyjny na powiat warszawski – kpt. Feliks Stabrowski (13 I – 11 IX 1919 → komendant PKU 1 pp Leg.[12][13])
- oficer ewidencyjny na powiat błoński – por. Władysław Ziembiński
- oficer ewidencyjny na powiat grójecki – pchor. Stanisław Kutzner
- oficer ewidencyjny na powiat sochaczewski – ppor. Józef Zaniewski

15 sierpnia 1919 roku były podoficer Legionów Polskich Leon Izdebski został mianowany z dniem 1 lipca 1919 roku urzędnikiem ewidencyjnym XI klasy rangi. 11 września 1919 roku por. Grzegorz Skirgajło został przeniesiony na stanowisko zastępcy komendanta PKU 5 pp Leg..